# Aaron Staton
Aaron Staton (Huntington, 2 de agosto de 1980) é um ator norte-americano.

## Biografia
Staton nasceu em Huntington, Virgínia Ocidental, no dia 2 de agosto de 1980. Ele cresceu em Jacksonville, Flórida, formando-se na Terry Parker High School em 1998 e na Escola de Artes Cênicas da Universidade Carnegie Mellon em 2004.
Seu primeiro trabalho como ator profissional foi no episódio "Hooked", da série Law & Order: Special Victims Unit em 2005. Em seguida ele apareceu em três episódios de 7th Heaven. Em 2007, ele assumiu o papel recorrente de Ken Kosgrove na série Mad Men. No mesmo ano ele atuou em um episódio de Without a Trace e nos filmes August Rush, One Night, The Nanny Diaries e I Believe in America. Ele também atuou no jogo eletrônico L.A. Noire como protagonista Cole Phelps, tendo suas performances capturadas em estúdio e convertidas em formato digital.